# مقاطعة الحويزة
مقاطعة الحويزة (بالفارسية: شهرستان هویزه) هي إحدى مقاطعات إيران وتقع في محافظة خوزستان. مدينة الحويزة هي عاصمة هذه المقاطعة. حسب إحصاءات المركز الرسمي للإحصاءات الإيرانية في 2006 كان يسكن مقاطعة الحويزة 30,750 شخص وكان عدد المساكن 5,417 مسكن. تنقسم هذه المقاطعة بلدتان: البلدة المركزية وبلدة نيسان. للمقاطعة مدينتان وهي الحويزة والرفيع.